# Čiflik, Sopište
Čiflik (makedonska: Чифлик) är en ort i Nordmakedonien. Den ligger i kommunen Sopište, i den centrala delen av landet, 8 kilometer sydväst om huvudstaden Skopje. Čiflik ligger 659 meter över havet och antalet invånare är 444.